# 上月站

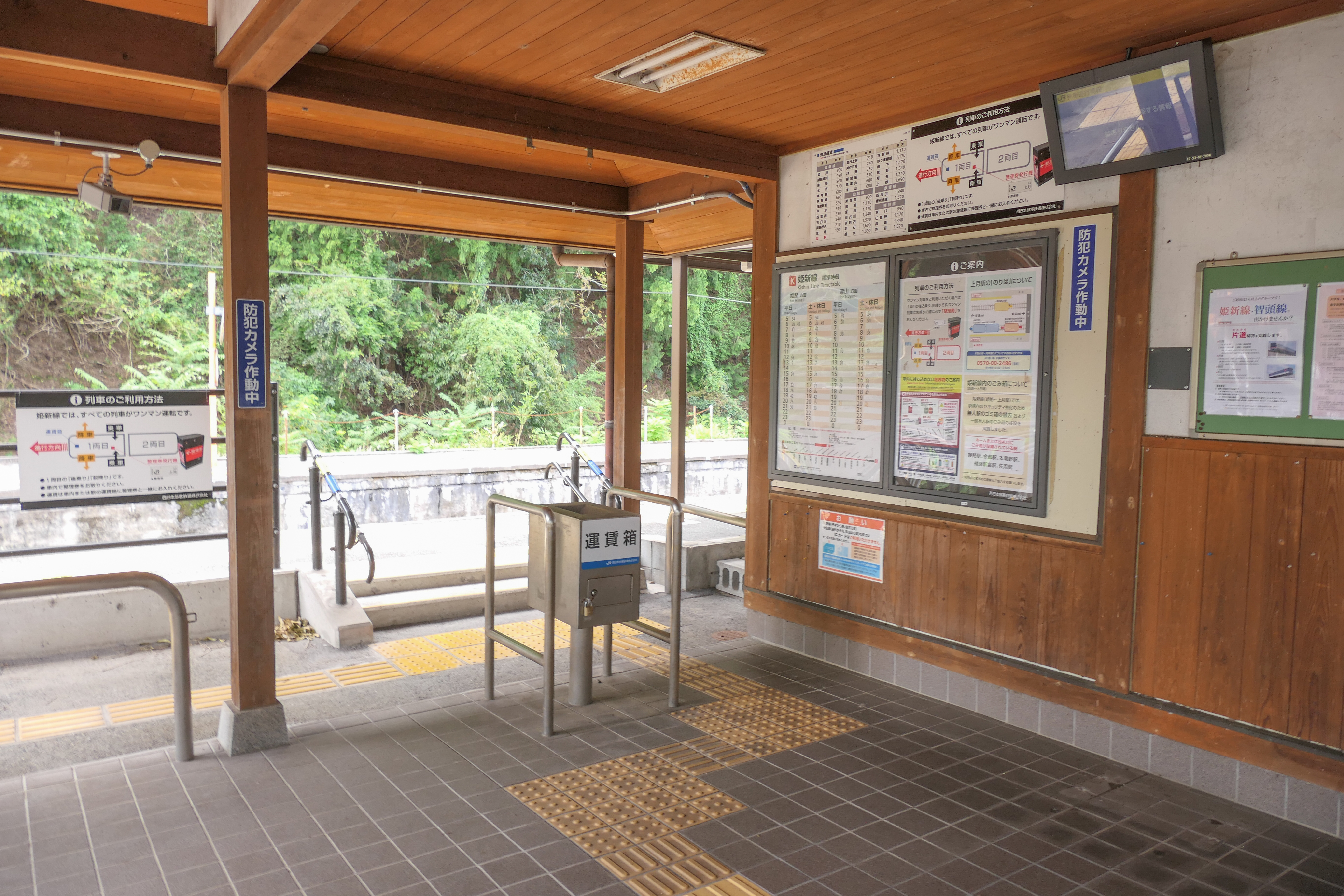
驗票口（2022年9月）

上月站（日语：／ Kōzuki eki */?）是位於兵庫縣佐用郡佐用町，屬於西日本旅客鐵道（JR西日本）的姬新線車站。本站為兵庫縣最邊的西車站。

## 概要
此站至姬路方向各站由近畿統括總部（至播磨高岡站為神戶分社姬路鐵道部）管轄。鄰站美作土居站至新見站之間由岡山分社管轄。
在2010年（平成22年）3月12日前此站是在神戶分社管轄範圍內，從津山方向的列車會前往佐用作為終點站，如需前往播磨新宮、姬路方向，需要在佐用站轉乘列車。在翌日13日，此站向姬路站的路線改善工程（高速化）完成，並試驗增加班次。從姫路方向的列車會駛至此站折返，並於日間增加班次。在日間上行列車往津山方向和以佐用為終站的列車（在佐用轉乘前往姬路方向的列車），以及在此站折返前往姬路方向的列車，每2小時一班互相開出（合共每小時1班）。在2012年3月16日，增加班次的試驗完畢，姬路方向的部分列車班次減班。

## 歷史
- 1936年（昭和11年）
  - 4月8日 - 國有鐵道姬津線（當時）佐用站至美作江見站之間開通，此站啟用[1]。
    - 當時車站地址為兵庫縣佐用郡西庄村（日语：西庄村 (兵庫県)）上月。

  - 10月10日 - 姬津線編入至姬新線一部分，此站成為姬新線車站。
- 1955年（昭和30年）3月25日 - 隨著上月町（第一次）成立，車站地址變為兵庫縣佐用郡上月町上月。
- 1958年（昭和33年）6月15日 - 隨著上月町（第二次）成立，車站地址變為兵庫縣佐用郡上月町上月。
- 1971年（昭和46年）3月1日 - 成為無人車站。
- 1987年（昭和62年）4月1日 - 伴隨國鐵分割民營化，車站由西日本旅客鐵道（JR西日本）營運。
- 1996年（平成8年）10月 - 翻新車站大樓[1]。
- 2005年（平成17年）10月1日 - 隨著佐用町（第三次）成立，車站地址變為兵庫縣佐用郡佐用町上月。
- 2009年（平成21年）
  - 8月10日 - 熱帶風暴艾濤使車站前後區間不能通行，車站暫停服務。在8月12日起開設代行巴士。
  - 10月5日 - 包括此站之內，佐用站至美作江見站之間重開。
- 2010年（平成22年）3月13日 - 姬新線高速化工程完成，姬路方向的列車於日間增加班次。

## 車站構造

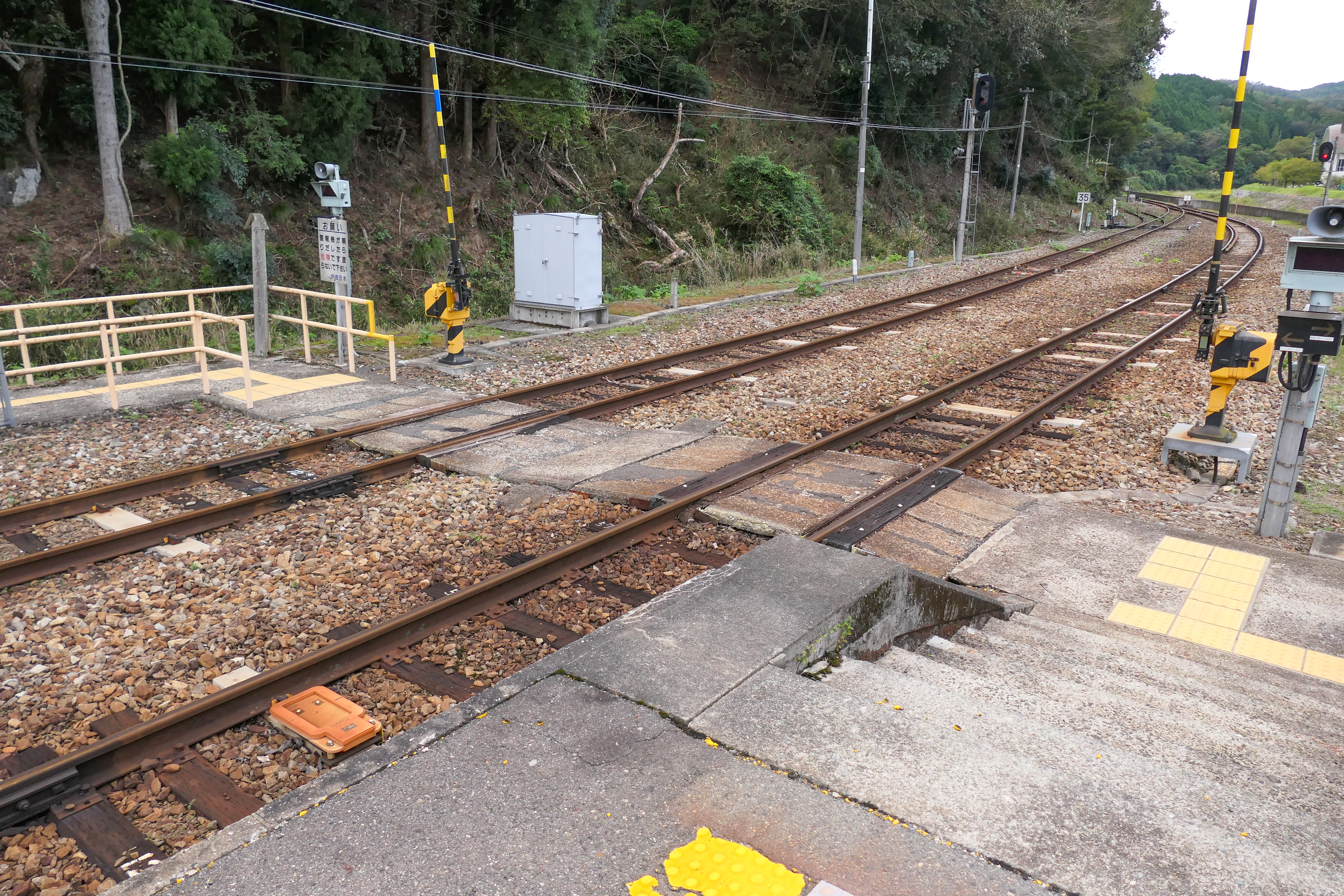
平交道（2022年9月）

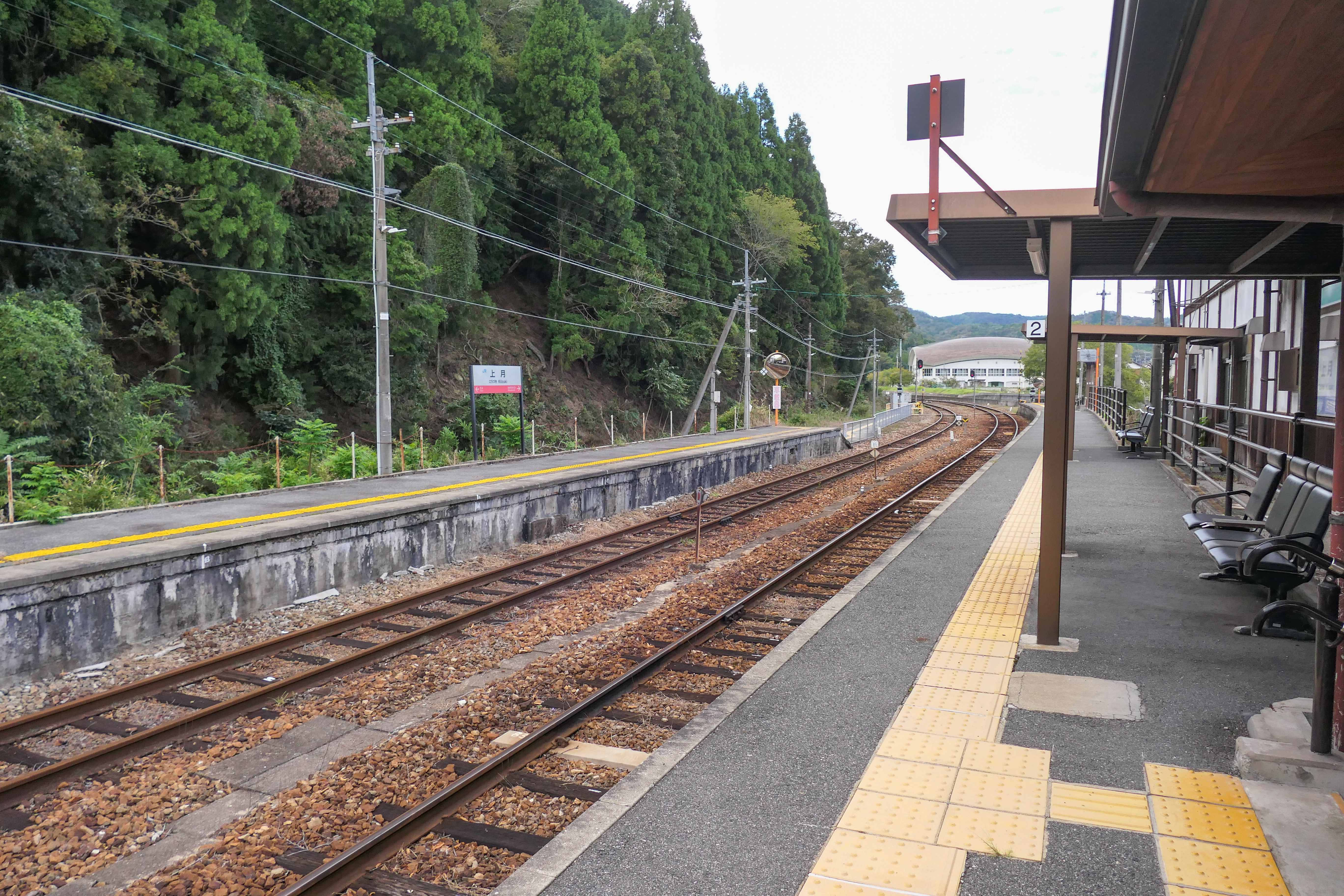
月台（2022年9月）

本站是地面車站，設有2面2線的相對式月台，可進行列車交會。站房位於姬路方向的2號月台側。此站是由姬路鐵道站管理的無人車站。月台入口設有直立式自動售票機。兩月台之間透過站內平交道連接。站內設有佐用町的特產直銷處、餐廳和候車室。在餐廳內只少量座位，主要售賣味噌烏冬、山菜蕎麥麵和狐狸。

### 月台
| 月台 | 路線   | 上下行 | 方向           | 備註                |
| ---- | ------ | ------ | -------------- | ------------------- |
| 1    | 姬新線 | 下行   | 津山、新見方向 | 津山、新見方向      |
| 2    | 姬新線 | 上行   | 佐用、姬路方向 | 部分列車使用1號月台 |

對於以此站為終點站的列車，來自姬路方向的列車會駛入2號月台，來自津山方向的列車會駛入1號月台，會以逆線進站的形式進行。而原則上月台設有方向性。在早上7時和晚上8時時段各有1班來自津山方向前往佐用的列車，該列車會停靠1號月台（晚上班次由於當時2號月台停泊有前往姬路方向的折返列車）。
為了對應KiHa122系、127系，2號月台（姬路方向）的高度較高，方便乘客上落上述柴油列車。此站沒有列車夜間停泊。

## 車站周邊
- 佐用町公所上月分所
- 佐用町立上月中學（日语：佐用町立上月中学校）
- 佐用町立上月小學（日语：佐用町立上月小学校）
- 上月郵局（日语：上月郵便局）
- 上月城蹟[1]
- 螢火蟲巨蛋
- 國道179號（日语：国道179号）
- 國道373號（日语：国道373号）

## 使用狀況
根據「兵庫縣統計書」，2018年（平成28年）度1日平均乘車人次為38人。
以下為近年1日平均乘車人次列表。
| 年度 | 1日平均 乘車人次 |
| ---- | ---------------- |
| 2000 | 61               |
| 2001 | 47               |
| 2002 | 42               |
| 2003 | 42               |
| 2004 | 31               |
| 2005 | 33               |
| 2006 | 32               |
| 2007 | 26               |
| 2008 | 27               |
| 2009 | 25               |
| 2010 | 41               |
| 2011 | 42               |
| 2012 | 38               |
| 2013 | 39               |
| 2014 | 41               |
| 2015 | 43               |
| 2016 | 49               |
| 2017 | 40               |
| 2018 | 38               |

## 相鄰車站
西日本旅客鐵道（JR西日本）
 姬新線
■快速（上行列車以此為終點站）
佐用→上月－美作江見
■普通
佐用－上月－美作土居

## 注腳
1. 1 2 3 4 5 6 7 8 9 10 11 12  . 神戸新聞総合出版センター. 2011-12-15: 177. ISBN 9784343006028 （日语）.

## 外部連結
- 上月｜車站資訊：JR出門網 - 西日本旅客鐵道（日語）